# Calocomus rodingeri
Calocomus rodingeri là một loài bọ cánh cứng trong họ Cerambycidae.